# Юси Адлер-Улсен
Юси Адлер-Улсен (на датски: Jussi Adler-Olsen) е датски издател, редактор, сценарист, филмов композитор и писател, автор на бестселъри в жанровете криминален роман и трилър.

## Биография и творчество
Роден е на 2 август 1950 г. в Копенхаген, Дания, в семейството на известния психиатър и сексолог Хенри Улсен. Има 3 по-големи сестри. Отраства в резиденциите на семейството към психиатричните клиники. Като тийнейджър свири в поп групи като китарист. След гимназията работи година в клиниката.
В периода 1970-1978 г. учи медицина, социология и правене на филми. Като студент започва да се занимава с вноса и продажбата на комикси и плакати. След дипломирането си в периода 1978-1980 г. пише истории за комикси за Валтер Ланц и Дисни. В периода 1978-1989 г. работи като редактор и коректор на списания и комикси, а също и като преводач. Включва се в координационния екип на Датското движение за мир през 1981-1983 г. През 1983 г. участва в композирането на музика за анимационния филм „Валхала“. В периода 1984-1989 г. основава и води собствена издателска къща „Forlaget Donna“. Занимава се също с енергийна ефективност и недвижими имоти.
През 1984 г. е издадена първата му документална книга „Groucho & Co's groveste“ за Братя Маркс. Заедно със следващата „Groucho – en Marx Brother bag facaden“ стават бестселъри.
В периода 1990-1993 г. е административен директор и отговорен редактор на списание за „Semic Interpresse A/S“. През 1993-1995 г. е изпълнителен директор на списанието за телевизия „Bonnier“. През 1995 г. за кратко се насочва към театъра.
През 1997 г. дебютира в криминалната литература с трилъра „Alfabethuset“ (Азбучна къща). Книгата става бестселър в Дания и в международен план. Следващите му трилъри „Og hun takkede guderne“ (И тя благодари на боговете) и „Washington dekretet“ (Вашингтонския декрет) също са бестселъри.
В периода 2003-2006 г. е председател и акционер на „Solarstocc AG“, производител на големи фотоволтаични системи в Кемптен, Германия, а в периода 2004-2007 г. е председател на „DK Technologies“, един от най-големите производители на съвременни средства за измерване на пийпълскрийн. В следващите години продължава да е ръководител на фирма за фотоволтаични системи.
През 2007 г. е издаден първият му роман „Жената в капан“ от криминалната поредица „Отдел „Q“. Главният герой комисар Карл Mьорк е сред най-добрите разследващи убийства в Копенхаген. Поради инцидент с двама негови колеги изпада в депресия и заедно с помощника си, сириецът Асад, е изпратен към новосъздадения отдел „Q“, който се занимава с разследване на неразкрити случаи. Един от тях го заинтригува – изчезналата безследно депутатка от Фолкетинга Mереде, която е обявена за мъртва. Книгата е удостоена c наградата „Бари“ за най-добър криминален роман на годината, издаден в CАЩ и Канада. През 2013 г. е екранизирана в едноименния филм (на бълг. Специален отдел Q) с участието на Николай Лие Каас, Пер Шел Крюгер и Троелс Либи.
Следващите романи от поредицата също са бестселъри. През 2011 г. за творчеството си е удостоен с наградата „Любим автор на датчаните“. Произведенията на писателя са преведени на над 40 езика по света. Номиниран е и е удостоен с редица международни награди, включително „Стъклен ключ“ и „Хралд Моргенсен“ за „Писмо в бутилка от П.“
Юси Адлер-Улсен живее със семейството си в Община Алерод близо до Копенхаген.

## Произведения

### Самостоятелни романи
- Alfabethuset (1997)
- Og hun takkede guderne (2003)
- Washington dekretet (2006)
- Små pikante drab (2011)

### Серия „Отдел „Q“ (Afdeling Q)
1. Kvinden i buret (2007)
Жената в капан, изд. „Емас“, София (2014), прев. Ева Кънева
2. Fasandræberne (2008)
Убийци на фазани, изд. „Емас“, София (2014), прев. Ева Кънева
3. Flaskepost fra P (2009)
Писмо в бутилка от П. : третият случай на комисар Карл Мьорк, изд. „Емас“, София (2015), прев. Ева Кънева
4. Journal 64 (2010)
Пациент 64 : четвъртият случай на комисар Карл Мьорк, изд. „Емас“, София (2015), прев. Ева Кънева
5. Marco effekten (2012)
Марко : петият случай на комисар Карл Мьорк, изд. „Емас“, София (2016), прев. Ева Кънева
6. Den grænseløse (2014)
Безгранично : шестият случай на комисар Карл Мьорк, изд. „Емас“, София (2017), прев. Ева Кънева
7. Selfies (2016)
Белязаната жена : седмият случай на комисар Карл Мьорк, изд. „Емас“, София (2019), прев. Ева Кънева
8. Offer 2117 (2019)
9. Natrium Chlorid (2021)

### Разкази
- Spræken
Пукнатината, изд.“ Емас“, София (2014), прев. Ева Кънева

### Пиеси
- Spidsrod (1999)

### Документалистика
- Groucho & Co's groveste (1984)
- Dansk tegneserie lexikon – den store Komiklex (1985)
- Groucho – en Marx Brother bag facaden (1985)

### Екранизации
- 2013 Специален отдел Q, Kvinden i buret
- 2014 Fasandræberne
- 2016 Flaskepost fra P